# Сам Кук
Вижте пояснителната страница за други личности с името Кук.
Самуел Кук, по-известен в музикалните среди като Сам Кук (на английски: Sam Cooke), е американски певец, автор на песни, продуцент и общественик. Нарежда се сред най-влиятелните афроамерикански вокалисти за времето си, основоположници на стила соул, има значителен принос за неговото първоначално развитие. Включва се доста активно и в движението за граждански права на негрите в Съединените щати.

## Биография
Роден е през 1931 година в Кларксдейл, Мисисипи, в семейството с 8 деца (5 момчета и 3 момичета) на Чарлз и Ани Мей Кук. Израства в квартала „Bronzeville“, Чикаго, след като баща му като преподобен баптист е назначен за пастор в малката църква „Christ Holiness“.
Жени се за Долорес Елизабет Милиган Кук, с която се развежда и тя умира през 1959 година. Същата година Сам Кук се жени за Барбара Кембъл, която познава от детството си, прекарано в Чикаго. Имат от този брак 2 деца: две дъщери – Линда и Трейси, и син Винсент Ланс Кук, който се ражда през 1961 година. През 1963 година синът му, само на 1,5 година, се удавя при битов инцидент – това слага сянка върху кариерата му и го хвърля в неизбежен период на депресия.

## Кариера

### Ранни години
Сам Кук поставя началото на своята кариера като певец през 1950 година в госпъл групата „Soul Stirrers“. Първите си стъпки в пеенето той прави в хора на църквата, като се ограничава до госпъл музиката. По-късно Сам заедно с 2 братя и 2 сестри създава евангелистка група, наричаща се „The Singing Children“.
Навършвайки 15-годишна възраст, той става водещ вокал на тийнейджърската госпъл група „The Highway Q.C.'s“, в която с прекрасните си певчески изпълнения очарова афроамериканската и църковната общности в цялата страна със своя лек напевен вокален стил. Песните „Nearer to Thee“ (1955), „Touch the Hem of His Garment“ (1956), и „Jesus, Wash Away My Troubles“ (1956), изпълнени от Сам Кук, стават основни евангелистки попадения и по думите на Арета Франклин са просто „перфектно изваяни бижута“.

### Активни години
През 1957 година взима решение да насочи своето внимание към поп музиката. Преоткрил се като романтичен певец и със силата и гладкостта на таланта си, Сам Кук успява да завладее музикалната общественост. През този период написва някои от най-добрите си песни, включително и първия си хит „You Send Me“, която става №1 на всички класации през 1957 година и Сам Кук е обявен за супер звезда.
Изявява се и като доста талантлив композитор в този успешен период от творческата си кариера и пише повечето от песните, които използва в изявите си.
Създава свои собствени студио за музикални записи „SAR / Derby“ и музикална издателска компания „Kags Music“. Записва 2 концертни албума – от „Копа клуб“ в Ню Йорк и от клуб „Харлем“ в Маями. Появява се в „Шоуто на Ед Съливан“, провеждано в световноизвестната „Копакабана“ в Ню Йорк през март 1958 година.
През 1960 година Сам подписва сделка с Ар Си Ей Рекърдс, договорена от Агенцията на Уилям Морис, където той продължава да пише и записва хитове като „Chain Gang“ „Twisting The Night Away“, „Bring It On Home To Me“, „Having A Party“, „Cupid“.

## Смърт
Сам Кук е убит на 33 години при неизяснени обстоятелства на 11 декември 1964 г. Застрелян е от Берта Франклин, управителка на мотел „Hacienda“ в Лос Анджелис, Калифорния. Събитията около трагедията и смъртта му са обвити в мистерия. На погребението на Сам Кук в баптистката църква „At the Mount Sinai“ в Лос Анджелис при тълпа от 5000 души, някои от които пристигнали 5 часа преди планираното последно причастие, присъстват Рей Чарлс, Лу Роулс, Артър Лий Симпкинс, Уомак Брадарс, Джони Тейлър, Били Престън и много други.
Като част от неговото наследство песента „A Change Is Gonna Come“ (1965) става негов подпис, химн на надеждата и безграничния оптимизъм, изразявайки гения на неговата талант. Сам Кук остава истинска суперзвезда в краткия си живот, а след нелепата смърт легендарната му известност става още по-голяма. Неговото влияние може да се види дори и в много други талантливи изпълнители като Смоуки Робинсън, в песните на Марвин Гей, в суровия емоционален глас на Лу Роулс и още много други изтъкнати певци, та дори и в джаз, соул и R&B кралицата Арета Франклин.

## Дискография
- Songs by Sam Cooke (1957)
- Encore (1958)
- Tribute to the Lady (1959)
- The Wonderful World of Sam Cooke (1960)
- Cooke's Tour (1960)
- Hits of the 50's (1960)
- Swing Low (1961)
- My Kind of Blues (1961)
- Twistin' the Night Away (1962)
- Mr. Soul (1963)
- Night Beat (1963)
- Ain't That Good News (1964)
- Sam Cooke at the Copa (1964)

## Посмъртно
- През 1986 година Сам Кук е приет като член в Зала на славата на рокендрола.
- През 1987 година Сам Кук е приет в Залата на славата на композиторите.
- През 1994 година Сам Кук е удостоен със звезда на холивудската Алея на славата за неговия принос в музикалната индустрия.
- През 1999 година Сам Кук е удостоен с награда за цялостен принос Грами.
- През 2004 година „Rolling Stone“ класира Сам Кук на 16-о място в своя списък на „100-те най-велики артисти на всички времена“.
- През 2008 година Сам Кук е обявен за четвъртия „Greatest певец на всички времена“ от „Rolling Stone“.
- През 2011 година 36-а улица в близост до „Cottage Grove Avenue“ в град Чикаго е преименувана като „Sam Cooke Way“.
- През 2013 Сам Кук е приет в Залата на славата на ритъм енд блус в Кливланд, Охайо.